# Neotephritis rava
Neotephritis rava är en tvåvingeart som beskrevs av Foote 1960. Neotephritis rava ingår i släktet Neotephritis och familjen borrflugor. Inga underarter finns listade i Catalogue of Life.